# Termodinâmica do buraco negro
Em física, termodinâmica do buraco negro é a área de estudo que procura reconciliar as leis da termodinâmica com a existência dos horizontes dos eventos de buracos negros. Muito do estudo da mecânica estatística de radição de corpo negro levou ao advento da teoria da mecânica quântica, o esforço para entender-se a mecânica estatística dos buracos negros tem tido um profundo impacto sobre o entendimento da gravidade quântica, levando a formulação do princípio holográfico. 

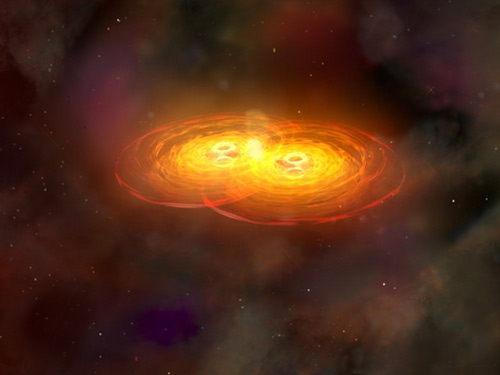
Um descrição artística da fusão de dois buracos negros, um processo no qual as leis da termodinâmica são confirmadas.

## Entropia de buraco negro
Entropia de buraco negro é a entropia adquirida por um buraco negro.
Se buracos negros não possuíssem entropia, seria possível violar a segunda lei da termodinâmica jogando massa dentro de um buraco negro. A única maneira de satisfazer a segunda lei é admitir que os buracos negros possuem entropia, cujo aumento mais do que compensa a diminuição da entropia carregada pelo objeto que foi engolido.
A partir dos teoremas provados por Stephen Hawking, Jacob Bekenstein conjecturou que a entropia de buraco negro era proporcional à área de seu horizonte de eventos dividida pela área de Planck. Depois, Stephen Hawking mostrou que os buracos negros emitem radiação Hawking térmica correspondente a uma certa temperatura (temperatura de Hawking). Usando a relação termodinâmica entre energia, temperatura e entropia, Hawking foi capaz de confirmar a conjectura de Bekenstein e fixar a constante de proporcionalidade em 1/4:
{\displaystyle S_{BH}={\frac {kA}{4l_{\mathrm {P} }^{2}}}}
onde k é a constante de Boltzmann, e {\displaystyle l_{\mathrm {P} }={\sqrt {G\hbar /c^{3}}}} é o comprimento de Planck. A entropia de buraco negro é proporcional a sua área {\displaystyle A}. 
O fato que a entropia de buraco negro é também a máxima entropia que pode ser inserida dentro de um volume fixo foi a principal observação que conduziu ao princípio holográfico. 
O subscrito BH está tanto para o inglês "black hole" (buraco negro) como para "Bekenstein-Hawking".
Gravitação quântica em loop, vista como a principal competidora da teoria das cordas, também oferece um cálculo, levemente mais heurístico, da entropia de buraco negro. Este cálculo confirma que a entropia é proporcional a área de superfície, com a contante proporcionalmente  dependente de somente um parâmetro na GQL, o parâmetro Immirzi.

## Histórico
Buracos Negros, apesar do nome considerado impróprio, não são buracos, mas corpos com gravidade tão forte que nem a luz pode escapar. Se nada pode ultrapassar a velocidade da luz, de acordo com a Teoria da Relatividade Restrita do físico alemão Albert Einstein, nada pode escapar da gravidade de um Buraco Negro. A região na qual nada que entra pode sair de um Buraco Negro é o Horizonte de Eventos. 
Em 1972, um físico chamado Jacob Bekenstein propôs a ideia de que o Horizonte de Eventos seria uma medida da entropia de um Buraco Negro; porém, verificou-se que se o horizonte de eventos de um Buraco Negro fosse realmente uma medida de sua entropia, ele deveria emitir radiação, algo impossível para um Buraco Negro, já que tudo que entra não pode sair.
Todavia, verificou-se que haveria uma possibilidade de o Horizonte de Eventos ser uma medida da Entropia de um Buraco Negro, sem mesmo precisar-se emitir diretamente uma determinada radiação. Como não existe um vácuo absoluto, de acordo com os limites impostos pelo princípio da incerteza de Werner Heisenberg, então existem vários pares de partículas virtuais interagindo entre si em torno de um Buraco Negro, nos quais a energia positiva de uma partícula cancela a energia negativa da outra, e vice-versa. A partícula de energia negativa seria atraída pela gravidade fortíssima do Buraco Negro e cairia dentro dele, liberando sua parceira de energia positiva para o espaço exterior. A energia negativa da partícula dentro do Buraco Negro diminuiria parte de sua massa, já que cancelaria parte da energia positiva da massa do buraco negro. A partícula de energia positiva liberada pareceria que como se emitida pelo Buraco Negro, para um observador distante no espaço. Ou seja, a partícula de energia positiva não viria diretamente do Buraco Negro, como pensado pelo observador externo, mas do espaço exterior a ele mesmo. Desse modo, a ideia de vácuo quântico resolve esse problema, admitindo que o Horizonte de Eventos seja uma medida da Entropia de um Buraco Negro. 
A radiação de um Buraco Negro é chamada de radiação de Hawking, em homenagem ao físico britânico Stephen William Hawking, que demonstrou teoricamente como tais corpos emitiam tal radiação.

## As leis da mecânica de buraco negro
As quatro leis da mecânica de buraco negro são propriedades físicas às quais, acredita-se, os buracos negros satisfaçam. As leis, análogas às leis da termodinâmica, foram descobertas por Brandon Carter, Stephen Hawking e James Bardeen.

## Estabelecimento das leis

### Lei zero
Dois corpos em contato tendem a equilibrar suas temperaturas;
{\displaystyle BNs\Rightarrow } a gravidade na superfície de um horizonte de eventos é constante, onde k é a constante de gravidade superficial.

### 1ª Lei
Conservação da energia: {\displaystyle dE=TdS+dW}, onde a quantidade de calor é {\displaystyle Q=TdS} para T-temperatura, e S-entropia do sistema;
{\displaystyle BNs\Rightarrow } {\displaystyle dm={\frac {k}{8\pi }}dA+dW} (as variações de momento angular e carga do BN), em que a energia e massa são correlacionadas por {\displaystyle E=mc^{2}}, a entropia S é proporcional à área {\displaystyle A=4\pi r^{2}} do BN, e o raio de Schwarzschild é proporcional a {\displaystyle {\frac {2Gm}{c^{2}}}} ou {\displaystyle 2m} (em coordenadas geométricas).

### 2ª Lei
A entropia de um sistema nunca decresce {\displaystyle (dS\geq 0)};
{\displaystyle BNs\Rightarrow } considerando a área do horizonte de eventos uma medida da entropia do BN ... {\displaystyle dA\geq 0}.
Entretanto, pela radiação de Hawking o BN perde massa, e assim a área de seu horizonte de eventos diminui. Como a entropia do BN está relacionada com a sua área por {\displaystyle S={\frac {1}{4A}}}, nesse caso, a sua entropia diminuiria com o tempo. Para solucionar este problema, Bekenstein sugeriu uma nova 2ª lei generalizada, ou seja, {\displaystyle dS=(dS_{bn}+dS_{ext})\geq 0}.
Assim, o buraco negro passa a ser considerado não como um sistema isolado, mas como um sistema interagindo com o seu entorno.

### 3ª Lei
A temperatura de um sistema não pode ir a zero absoluto por processos físicos;
{\displaystyle BNs\Rightarrow } k (constante de gravidade superficial) > 0 {\displaystyle \Rightarrow dE>dW}, ou seja, os buracos negros, enquanto existirem, nunca deixarão de irradiar energia.